# Syndicat des entreprises de tourisme équestre

Logo du SNETE.

Le Syndicat des entreprises de tourisme équestre (SNETE) est un syndicat professionnel indépendant représentatif sur le plan national du secteur des centres professionnels de tourisme équestre. Sa représentativité est reconnue par l'État et notamment par le Ministère de l'Agriculture et le Ministère du Travail et de l'Emploi en date du 16 avril 2002. Cette reconnaissance a été confirmée en 2011.
Le SNETE a été créé en 1995 sous la forme légal du syndicalisme régi par la loi du  21 mars 1884 et du 18 octobre 1982.